# RSV Weil
El Roll und Schlittschuhverein Weil am Rhein és un club esportiu de Weil am Rhein (Alemanya) dedicat a la pràctica de l'hoquei sobre patins i el patinatge artístic sobre rodes, fundat el 21 de novembre de 1952.

## Palmarès
Secció d'hoquei sobre patins masculina
- 4 Lligues alemanyes (1993, 1995, 2000, 2004)
- 3 Copes alemanyes (1995, 1998, 2000)